# Sant Bartomeu de Bell-lloc
El Convent de Sant Bartomeu és un antic edifici religiós a la vila de Peralada (Alt Empordà), inclòs en l'Inventari del Patrimoni Arquitectònic de Catalunya. L'actual edifici del convent, de grans proporcions, és a la part alta del poble, al costat de la Costa de les Monges.

## Arquitectura
És un edifici de planta trapezoïdal, reformat actualment i que conserva pocs vestigis de l'antic cenobi. El que encara es conserva és l'església (reformada al segle xviii). És un temple d'una sola nau amb capçalera poligonal, cobert amb volta de llunetes. El seu parament, tant interior com exterior, està colgat per una capa d'arrebossat. Les obertures de la façana han estat reformades modernament; i hi ha una porta d'arc de mig punt i un finestral neogòtic.

## Història
L'origen d'aquest convent es remunta a l'any 1390, moment en què el vescomte de Peralada, Felip Dalmau I de Rocabertí, va cedir el solar on hi havia hagut l'antic castell vescomtal a la congregació de monges perquè hi construïssin un nou edifici conventual. Durant la Guerra del Francès, l'edifici va ser utilitzat com a polvorí, fet que va comportar una greu destrucció de l'edifici. Entre l'any 1858 i 1860 es restaura la sala capitular, les cel·les i la sala de labor i es repararen els sostres. La restauració fou portada a terme per l'arquitecte Martí Sureda Deulovol. El 1975 les monges abandonen el convent.